# Laiyang
Laiyang är en stad på häradsnivå som lyder under Yantais stad på prefekturnivå i Shandong-provinsen i norra Kina. Den ligger omkring 330 kilometer öster om provinshuvudstaden Jinan. 